# رافائيل سميث
رافائيل سميث (بالإنجليزية: Raphael Smith)‏ هو كاتب سيناريو جنوب أفريقي، ولد في 29 نوفمبر 1973.